# Medievalisti
Medievalisti so v delih rusko-ameriškega pisatelja in znanstvenika dr. Asimova tajna organizacija, ki nasprotuje robotom in jih množično pobija. Medievalisti živijo v Robotskem srednjem veku in še vedno uporabljajo steklena okna namesto sodobnejših digitalnih zaslonov.
V delu Jeklene votline so povezani z umorom namišljenega znanstvenika dr. Sartona.  Ta je razvijal novo generacijo robotov, zato naj ga bi po sumu detektiva Baleya, Medievalisti sovražili. Po zasliševanju voditelja te organizacije jih spoznajo za nedolžne.